# Ryo Fukudome
Ryo Fukudome (福留 亮 Fukudome Ryo?, nacido el 26 de junio de 1978 en Kumamoto) es un exfutbolista japonés. Jugaba de delantero y su último club fue el Sagan Tosu de Japón.

## Trayectoria

### Clubes
| Club               | País  | Año         |
| ------------------ | ----- | ----------- |
| Kyoto Purple Sanga | Japón | 1997 - 1998 |
| Sagan Tosu         | Japón | 1999 - 2002 |